# 棕斑卵蛤
棕斑卵蛤（学名：Pitar hebraea），是帘蛤目帘蛤科卵蛤属的一种。主要分布于中国大陆，常栖息在潮下带30-45米。